# Theodor Zincke

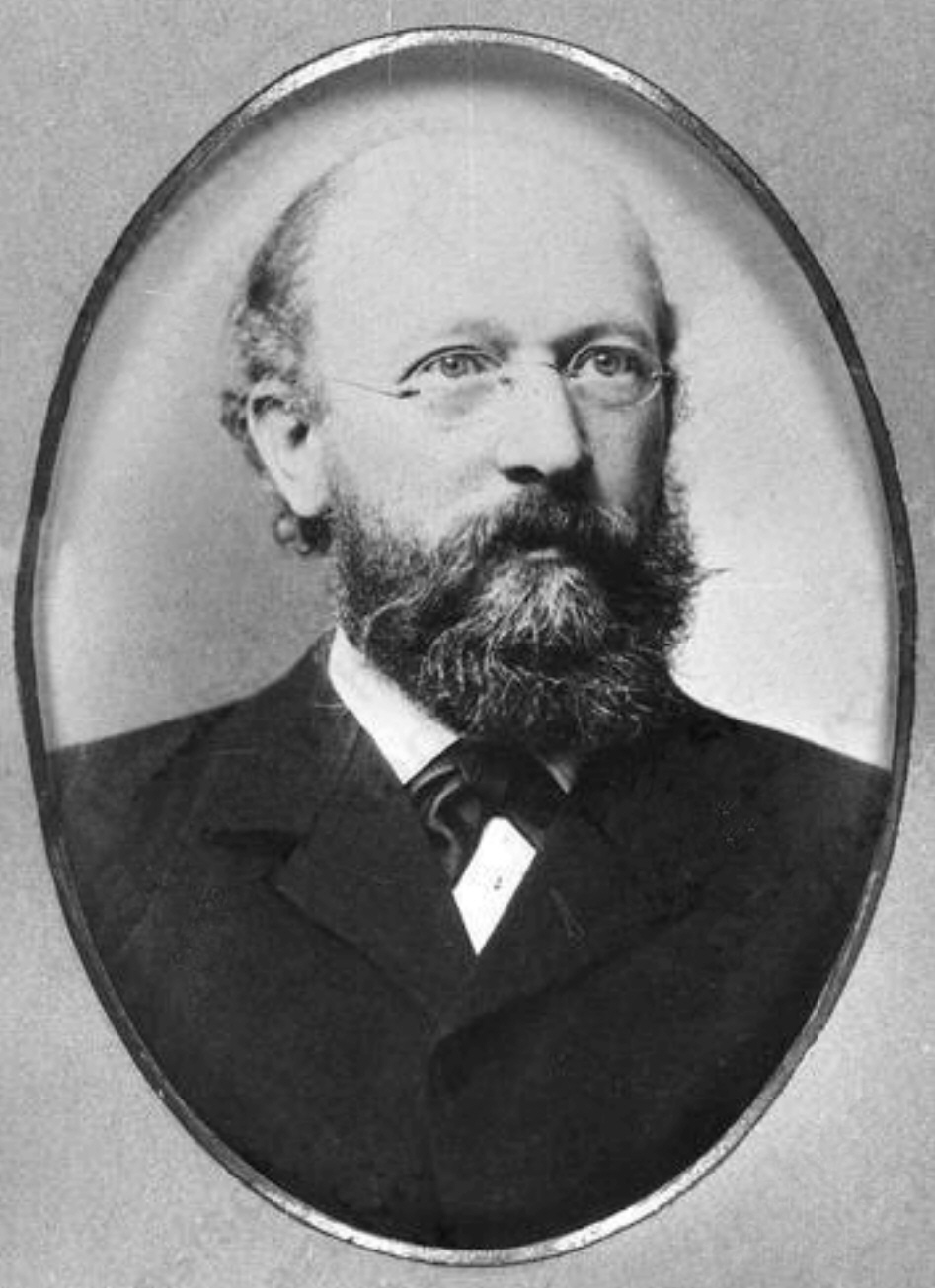
Theodor Zincke (um 1900)

Ernst Carl Theodor Zincke (* 19. Mai 1843 in Uelzen; † 17. März 1928 in Marburg) war ein deutscher Chemiker, der von 1875 bis 1913 als Professor an der Universität Marburg wirkte. Nach ihm sind die Zincke-Reaktion, die Zincke-Suhl-Reaktion sowie die Zincke-Nitrierung benannt.

## Leben
Theodor Zincke wurde 1843 in Uelzen geboren. Er absolvierte zunächst eine Apothekerlehre und war ab 1863 bei einer Apotheke in Clausthal angestellt, wo er vorwiegend im Labor beschäftigt war. An der Bergakademie Clausthal nahm er als Gasthörer an Lehrveranstaltungen in Hüttenkunde, Mineralogie, Chemie und Geologie teil. Im Jahr 1865 ging er an eine Apotheke in Hamburg, zwei Jahre später immatrikulierte er sich an der Universität Göttingen. Er studierte Pharmazie und absolvierte weitere Studien in Chemie, bei denen unter anderem Friedrich Wöhler zu seinen Lehrern zählte. Während seines Studiums wurde er in Göttingen 1867 Mitglied der Burschenschaft Brunsviga.
Im Jahr 1869 promovierte er in Göttingen unter Rudolph Fittig, anschließend ging er an die Universität Bonn und arbeitete dort in der Gruppe von August Kekulé. Nachdem er in Bonn 1872 habilitiert und ein Jahr später zum außerordentlichen Professor ernannt worden war, wurde er drei Jahre später ordentlicher Professor an der Universität Marburg, an der er bis zu seiner Emeritierung im Jahr 1913 blieb. Sein Nachfolger wurde 1913 Karl von Auwers, zuvor Direktor des Chemischen Instituts der Universität Greifswald.
Theodor Zincke starb 1928 in Marburg. Zu seinen Schülern gehörten unter anderem Karl Theophil Fries und der spätere Nobelpreisträger Otto Hahn, der 1901 bei Zincke promovierte.

## Wissenschaftliche Leistung

Zincke-Suhl-Reaktion

Theodor Zincke wurde 1883 in die Deutsche Akademie der Naturforscher Leopoldina aufgenommen. Nach ihm sind verschiedene Reaktionen in der organischen Chemie benannt, so die Zincke-Suhl-Reaktion, ein Spezialfall der Friedel-Crafts-Alkylierung, die Zinke-Nitrierung, die Zincke-Disulfid-Spaltung und die als Zincke-Reaktion oder Zincke-König-Spaltung bezeichnete Ringöffnung von Pyridinverbindungen zu sogenannten Zincke-Salzen. Diese Reaktion ist unter anderem in der pharmazeutischen Analytik von Bedeutung und wird beispielsweise im Europäischen Arzneibuch (Ph. Eur. NT) in der Monografie zu Nicotinamid erwähnt.